# Takashi Sorimachi

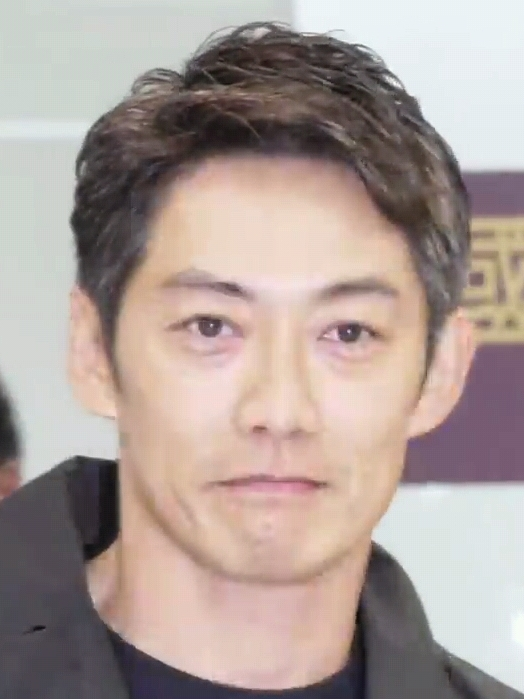
Takashi Sorimachi (2019)

Takashi Sorimachi (jap. 反町 隆史, Sorimachi Takashi, eigentlich 野口 隆史, Noguchi Takashi; * 19. Dezember 1973 in Urawa – heute: Urawa-ku, Saitama, Präfektur Saitama) ist ein japanischer Fernsehschauspieler und Sänger, der mit Rollen in Manga-Verfilmungen wie GTO (Great Teacher Onizuka) Live Action und der Dorama-Serie Beach Boys vor allem als Teenager-Idol populär wurde.

## Leben und Wirken
Sorimachi begann seine Karriere in den 1980er Jahren als Backgroundtänzer und -musiker für verschiedene Boygroups. Später arbeitete er als Model, wobei er für Modefirmen wie Benetton auch außerhalb von Japan bekannt wurde. Im Alter von 21 ging er zum Fernsehen und hatte 1997 seine erste größere Rolle in Virgin Road. Den Durchbruch hatte er allerdings mit der Serie Beach Boys (1997). Im gleichen Jahr startete er mit der Filmmusik aus Beach Boys auch seine musikalische Karriere.
2001 heiratete er seine Schauspielpartnerin aus der Fernsehserie Great Teacher Onizuka, Nanako Matsushima.
Sorimachi hat in Japan eine große Fangemeinde, es gibt allerdings auch Kritiker, die ihm völlige Talentlosigkeit als Schauspieler konstatieren.

## Filmographie (Auswahl)

### Rollen in Fernsehdorama
- 1995: Uchi ni oideyo 部屋においでよ – TBS
- 1995: Sashow taeko saigo no jiken – Fuji TV
- 1995: Miseinen 未成年 – TBS
- 1996: Ryoma ni omakase – NTV
- 1996: Tsubasa wo kudasai! – Fuji TV
- 1997: Virgin road バージンロード – Fuji TV
- 1997: Beach boys ビーチボーイズ – Fuji TV
- 1997: Eve イヴ – Fuji TV
- 1998: GTO Great Teacher Onizuka – Fuji TV
- 1999: Over time – Fuji TV
- 1999: Cheap love チープラブ – TBS
- 2000: Love complex ラブコンプレックス – Fuji TV
- 2002: Toshiie to Matsu 利家とまつ – NHK
- 2002: Double score ダブル スコア – Fuji TV
- 2003: Hotman ホットマン – TBS
- 2003: Ryūten no ōhi - Saigo no kōtei 流転の王妃・最後の皇弟 – TV Asahi
- 2004: Wonderful Life ワンダフルライフ – Fuji TV
- 2004: Hotman 2 ホットマン2 – TBS
- 2006: Sengoku Jieitai 戦国自衛隊 – NTV
- 2006: 14-sai no Haha – NTV
- 2007: Dream Again – NTV
- 2011: Arigatou, Papa, Sayonara – Fuji Tv

### Filme
- 1995: Kimi wo wasurenai Fly Boys, Fly!
- 1999: Great Teacher Onizuka
- 2001: Fulltime Killer
- 2003: 13 Kaidan The Thirteen Steps
- 2005: Yamato – The Last Battle (男たちの大和 Otoko-tachi no Yamato)
- 2007: The Blue Wolf: To the Ends of the Earth and Sea

## Diskografie

### Alben
| Jahr | Titel                | Höchstplatzierung, Gesamtwochen, AuszeichnungChartsChartplatzierungen (Jahr, Titel, Platzierungen, Wochen, Auszeichnungen, Anmerkungen) | Anmerkungen                                        |
| Jahr | Titel                | JP | Anmerkungen                                        |
| ---- | -------------------- | --- | -------------------------------------------------- |
| 1997 | Message (メッセージ) | JP3 (6 Wo.)JP | Erstveröffentlichung: 10. September 1997           |
| 1997 | Forever Dream        | JP10 (5 Wo.)JP | Erstveröffentlichung: 19. Dezember 1997            |
| 1998 | High Life            | JP15 (4 Wo.)JP | Erstveröffentlichung: 18. September 1998           |
| 1999 | Best of My Time      | JP48 (1 Wo.)JP | Erstveröffentlichung: 17. März 1999 Kompilation    |
| 2000 | Soul                 | — | Erstveröffentlichung: 6. Dezember 2000             |
| 2006 | Best of Best         | — | Erstveröffentlichung: 7. Juni 2006 Kompilation     |
| 2010 | Golden ☆ Best        | — | Erstveröffentlichung: 8. Dezember 2010 Kompilation |

### Singles
| Jahr | Titel Album                                           | Höchstplatzierung, Gesamtwochen, AuszeichnungChartsChartplatzierungen (Jahr, Titel, Album, Platzierungen, Wochen, Auszeichnungen, Anmerkungen) | Anmerkungen                            |
| Jahr | Titel Album                                           | JP | Anmerkungen                            |
| ---- | ----------------------------------------------------- | --- | -------------------------------------- |
| 1997 | Forever –                                             | JP3 Platin · (15 Wo.)JP | Erstveröffentlichung: 30. Juli 1997    |
| 1998 | One –                                                 | JP8 Gold · (5 Wo.)JP | Erstveröffentlichung: 15. April 1998   |
| 1998 | Poison (Poison~言いたい事も言えないこんな世の中は~) – | JP9 Gold + Gold (Digital) · (12 Wo.)JP | Erstveröffentlichung: 29. Juli 1998    |
| 2000 | Free –                                                | JP35 (2 Wo.)JP | Erstveröffentlichung: 1. November 2000 |